# Таули-Корпус, Виктория
Виктория Таули-Корпус (Victoria Tauli-Corpuz) — филиппинская консультантка по развитию и международная активистка из числа коренных народов канканай игорот. С 2014 по 2020 год она занимала должность третьего специального докладчика ООН по правам коренных народов.

## Биография
В 1969 году она окончила Филиппинскую среднюю школу естественных наук в Дилимане, Кесон-Сити. В 1976 году Таули-Корпус получила сестринское образование в Колледже сестринского образования Филиппинского университета в Маниле.

## Карьера

### Активизм
Как активистка, Таули-Корпус помогла организовать коренные народы на уровне общин для борьбы против проектов Фердинанда Маркоса, бывшего тогда президентом. Самоорганизация народов смогла остановить проект строительства плотины гидроэлектростанции на реке Чико, который мог бы привести к затоплению традиционных деревень, а также лесозаготовительные работы корпорации Cellophil Resources Corporation на землях предков.

### Объединённые Нации
Таули-Корпус занимала пост председателя Постоянного форума ООН по вопросам коренных народов (2005—2010 годы) и была докладчицей Фонда добровольных взносов для коренного населения.
2 июня 2014 года она приступила к исполнению обязанностей третьего специального докладчика ООН по правам коренных народов. В качестве специального докладчика ООН ей было поручено расследовать предполагаемые нарушения прав коренных народов и способствовать внедрению международных стандартов, касающихся прав коренных народов. Она получила поддержку Фонда Форда в виде грантов Фонду Тебтебба. Таули-Корпус продолжала занимать должность специального докладчика до марта 2020 года.
Таули-Корпус — советница по делам коренных народов и гендерным вопросам в сети «Третий мир», член Консультативного комитета организаций гражданского общества Программы развития ООН и член Совета будущего мира.
Она одна из основательниц Международной организации по правам коренных народов и одна из нынешних (на 2022 год) содиректоров организации.

## Признание
Таули-Корпус стала первым лауреатом Премии Габриэлы Силанг, присуждённой в 2009 году Национальной комиссией по делам коренных народов.
Она была включена в список десяти человек, сыгравших важную роль в научных разработках в 2021 году, составленный научным журналом Nature.

### Номинация на Нобелевскую премию
В феврале 2023 года вместе с эквадорским активистом Хуаном Карлосом Джинтиаком Таули-Корпус была включена директором PRIO Хенриком Урдалем в шорт-лист кандидатов, достойных Нобелевской премии мира 2023 года, «за их ненасильственную борьбу за защиту и укрепление прав коренных народов».
Старший исследователь Human Right Watch в Азии Карлос Конде приветствовал её включение в шорт-лист Нобелевской премии мира, заявив, что преследование и насильственные исчезновения активистов коренных народов на Филиппинах продолжаются и при преемнике Дутерте Фердинанде Маркосе-младшем.